# Mazaca
Mazaca (łac. Diocesis Mazacensis) – stolica historycznej diecezji w Cesarstwie rzymskim w prowincji Numidia zlikwidowana w VII w. podczas ekspansji islamskiej, współcześnie w północnej Algierii. Obecnie katolickie biskupstwo tytularne.

## Biskupi tytularni
| Lp. | Biskup                    | Funkcja                                                                                        | Od               | Do                  |
| --- | ------------------------- | ---------------------------------------------------------------------------------------------- | ---------------- | ------------------- |
| 1   | Renato Spallanzani        | biskup pomocniczy Viterbo biskup pomocniczy Sovana-Pitigliano biskup pomocniczy Sieny (Włochy) | 8 września 1964  | 7 października 1975 |
| 2   | Giuseppe Costanzo         | biskup pomocniczy Acireale (Włochy) urzędnik Kurii Rymskiej                                    | 21 lutego 1976   | 6 sierpnia 1982     |
| 3   | Domenico Padovano         | biskup pomocniczy Bari-Bitonto (Włochy)                                                        | 30 września 1982 | 13 lutego 1987      |
| 4   | Marco Ferrari             | biskup pomocniczy Mediolanu (Włochy)                                                           | 8 września 1987  | 23 listopada 2020   |
| 5   | Artur Ważny               | biskup pomocniczy tarnowski                                                                    | 12 grudnia 2020  | 23 kwietnia 2024    |
| 6   | Edwin Raúl Vanegas Cuervo | biskup pomocniczy Bogoty (Kolumbia)                                                            | 29 czerwca 2024  |                     |